# Hyon Yong-chol
Pour les articles homonymes, voir Hyon (homonymie).
Dans ce nom coréen, le nom de famille, Hyon, précède le nom personnel.
Hyon Yong-chol, né le 11 janvier 1949, est un militaire et homme politique nord-coréen, ministre de la Défense nationale depuis juin 2014. Des rumeurs lancées par la Corée du Sud, démenties depuis, ont annoncé sa mort par exécution.

## Rumeur d'exécution
Une dépêche de Yonhap, l'agence de presse sud-coréenne, annonce que selon le National Intelligence Service (service national de renseignement) de Corée du Sud, Hyon aurait été publiquement exécuté au canon antiaérien vers le 30 avril 2015 dans la zone militaire d'entraînement de Kanggon. Il aurait été accusé de lèse-majesté après avoir dormi pendant un défilé militaire lors duquel Kim Jong-un était présent. Sa mort n'est toutefois pas confirmée par la Corée du Nord.
Le NIS s'est rétracté en reconnaissant qu'il était plus probable que Hyon ait seulement été déchu. De plus, il aurait été aperçu à un évènement public la veille de la supposée exécution. Malgré l'emballement médiatique, nombre de médias ayant repris l'information sans la vérifier, les journalistes ne parviennent à savoir si la rumeur contenait une part de vérité,.

## Sources